# Sanchete (moneda)

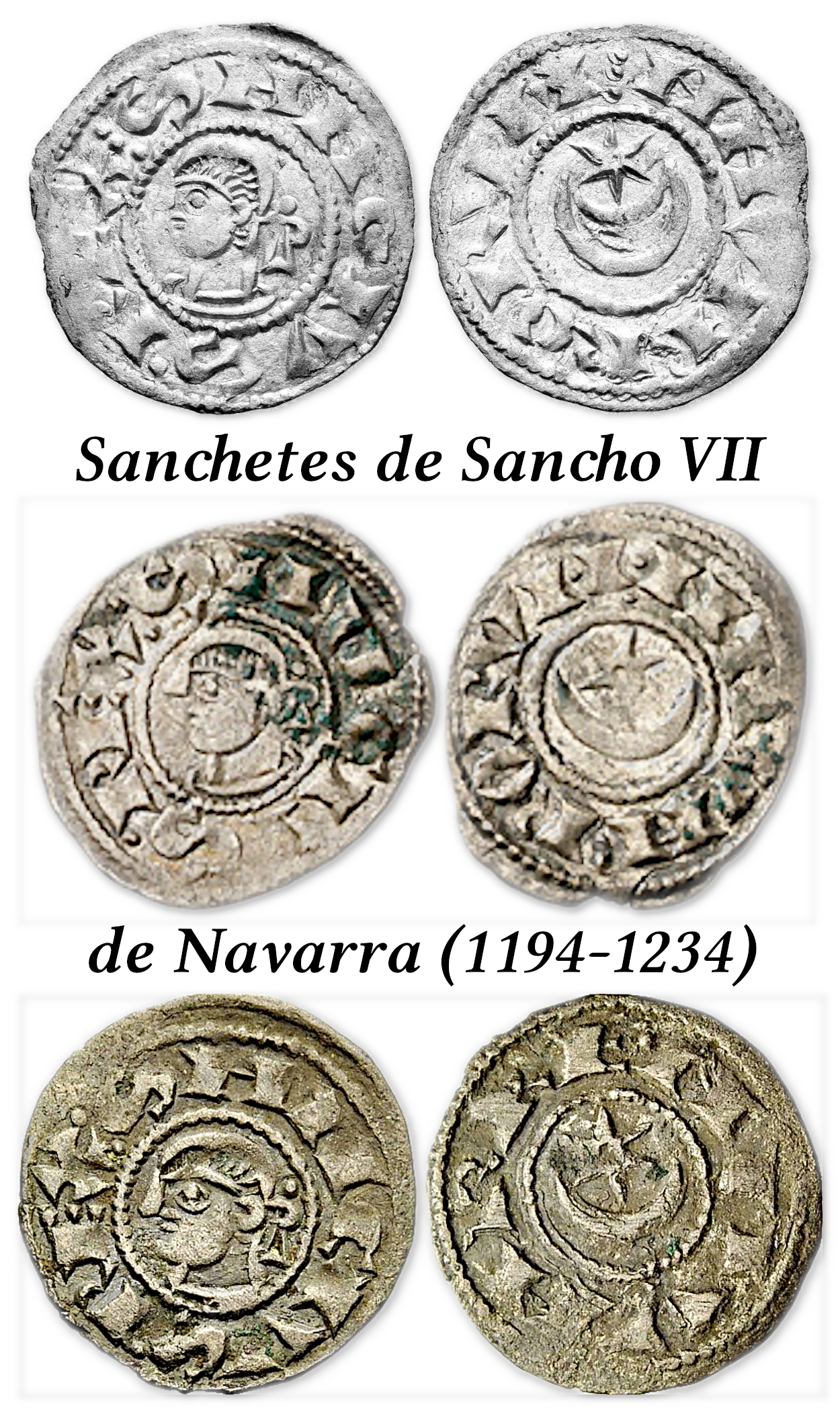
Sanchetes del reinado de Sancho VII de Navarra (1198-1234)

Sanchete fue una moneda de vellón, del tipo “dinero”, acuñada en el Reino de Navarra a partir de Sancho VI el Sabio y Sancho VII el Fuerte, de quienes toma el nombre.

## Historia
Los dineros sanchetes fueron las primeras acuñaciones de moneda netamente navarra (moneta regis Nauarre, solidos nauarrenses) ya que, hasta entonces, tras la unión dinástica bajo una corona (1076-1134) de los reinos de Aragón y de Navarra, era de uso habitual la moneda jaquesa.
Como explicaba Mateu y Llopis:

«El sistema monetario se hallaba basado en el sueldo y la libra, común a toda la Europa del siglo XI, como recuerdo del sistema carolingio. La base del sueldo era el dinero, moneda efectiva, de vellón, con un divisor, su mitad, llamado óbolo o miaja; la suma de doce dineros integraban el sueldo, unidad de cuenta, llamado sueldo jaqués; la suma de 20 sueldos jaqueses era la libra, unidad también de cuenta, la mayor.»
Felipe Mateu y Llopis, La moneda española, 1946.

A la moneda emitida por los miembros de la Casa de Champaña (Teobaldo I, Teobaldo II y Juana I) se la llamó sanchete nuevo pudiendo haber desaparecido de la circulación a finales del siglo XIII o principios del siglo XIV. Tras la muerte de la reina Juana I (1305), el cambio será una realidad coincidiendo con la etapa de los últimos reyes de la Casa Capeta, dinastía que había reunido bajo una misma corona (1285-1328) a los reinos de Francia y de Navarra. Durante esta etapa la vieja moneda va «siendo sustituida por los dineros torneses de peor calidad». Con la entrada de la Casa de Evreux en el trono navarro, especialmente durante el reinado de Carlos II de Navarra, se produce nueva acuñación de moneda dando paso al carlín (1351). 
Con todo, durante el siglo XIV siguen siendo frecuentes las alusiones documentales a los sanchetes con un sentido más tradicional que real de igual modo que en la actualidad, en las notarías navarras se emplean todavía algunas cláusulas y expresiones mencionando a los carlines. La lucha contra la falsificación de moneda queda constatada cuando en 1291 un tal Anelier, probablemente el mismo trovador Guilhem de Anelier, fue ajusticiado por este delito:«Item por facer la justicia de Guillem Anelier, et de Jaymes de Bruex por razón que falsiaron la moneda».
Sin embargo, poco a poco, «el viejo dinero sanchete se sustituye por el tornés negro y 13 de aquéllos equivalían a un tornés de plata.» Para 1355 «la moneda menuda está representada por el dinero carlín con cruz en un lado y el típico motivo tornés en el otro.»

## Características
Con Sancho el Sabio se registran emisiones de dineros que se «corresponden en su mayoría a una ley teórica de 1/3 de plata, es decir cuaternal, muy semejantes a los dineros jaqueses». Sin embargo, pronto estas piezas van sufriendo un progresivo deterioro, «estimado en un 20%.» La moneda de plata se fracciona con los medios dineros, llamados meajas u óbolos. En la documentación conservada no existe noticia sobre las características internas (ley, talla y peso) de estas monedas. Paulatinamente se asienta «la denominación de "sanchetes", sujetos al sistema de cuenta occidental, tal y como se aprecian al expresar cantidades en libras de «ex nummis navarrensis monete» y en sólidos —sueldos— de "sanchez monete rex Sancius Navarre" o simplemente sua monete regis Navarre.»